# Gourvillette
Gourvillette ist eine französische Gemeinde mit 107 Einwohnern (Stand: 1. Januar 2022) im Département Charente-Maritime in der Region Nouvelle-Aquitaine (vor 2016: Poitou-Charentes); sie gehört zum Arrondissement Saint-Jean-d’Angély und zum Kanton Matha. Die Einwohner werden Gourvillettois und Gourvillettoises genannt.

## Geographie
Gourvillette liegt etwa 75 Kilometer ostsüdöstlich von La Rochelle in der Saintonge. Umgeben wird Gourvillette von den Nachbargemeinden Cressé im Norden und Nordosten, Beauvais-sur-Matha im Osten, Massac im Süden, Haimps im Südwesten sowie Les Touches-de-Périgny im Westen.

## Bevölkerungsentwicklung
| Jahr                       | 1962 | 1968 | 1975 | 1982 | 1990 | 1999 | 2006 | 2017 |
| Einwohner                  | 205  | 185  | 188  | 166  | 132  | 104  | 106  | 89   |
| Quellen: Cassini und INSEE |      |      |      |      |      |      |      |      |

## Sehenswürdigkeiten
- Kirche Saint-Martial aus dem 12. Jahrhundert, seit 1949 als Monument historique eingeschrieben

Siehe auch: Liste der Monuments historiques in Gourvillette

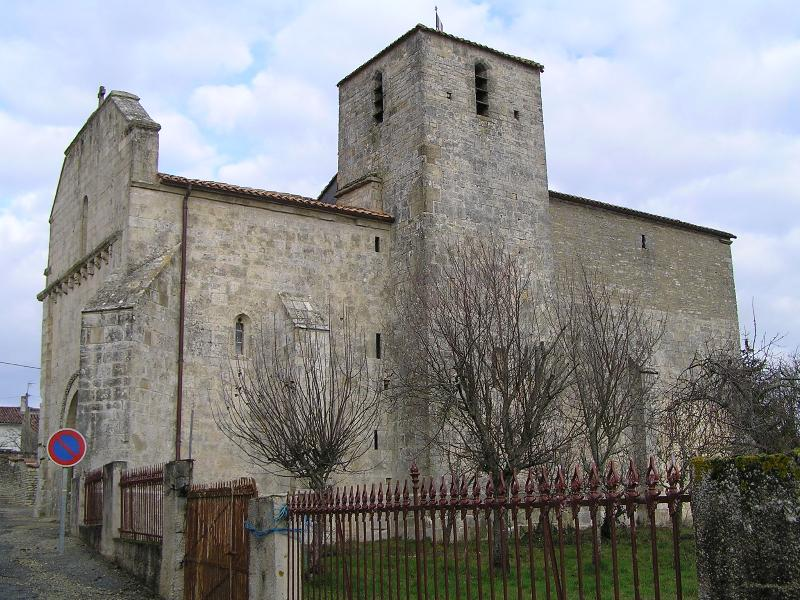
Kirche Saint-Martial